# Gaurax kurilensis
Gaurax kurilensis är en tvåvingeart som beskrevs av Nartshuk 1973. Gaurax kurilensis ingår i släktet Gaurax och familjen fritflugor. Inga underarter finns listade i Catalogue of Life.